# Coppa Spengler
La Coppa Spengler (in francese Coupe Spengler, in inglese e in tedesco Spengler Cup) è un torneo di hockey su ghiaccio che si svolge a cadenza annuale a Davos (Svizzera).
Risalendo la prima edizione di tale torneo al 1923 esso è accreditato della fama di competizione a inviti più antica della storia dell'hockey su ghiaccio.
Il torneo è organizzato e ospitato dal Davos e gli incontri si tengono all'Eisstadion tra il 26 e il 31 dicembre di ogni anno.
Delle formazioni extraeuropee invitate alla competizione la più nota è il Team Canada (di fatto la Nazionale canadese), vincitrice di quattordici edizioni. Altre formazioni extraeuropee sono state il Team USA (anch'esso di fatto una selezione nazionale), alcune formazioni della NCAA, i detentori della Calder Cup e i campioni della Ontario Hockey Association. Nel 1971 partecipò anche una selezione del Giappone.
La Coppa Spengler è trasmessa in Svizzera sulle diverse emittenti del gruppo SRG SSR. Nella maggior parte d'Europa è visibile su Eurosport 2, mentre in Russia è trasmessa su RTR Sport mentre in Canada su TSN. Nei paesi in cui non sono stati venduti i diritti di trasmissione televisiva è possibile vedere le gare sul canale YouTube della manifestazione.
La banca svizzera UBS sponsorizza da lunga data competizione e, insieme al comitato organizzativo della Spengler Cup, organizza «Jugend trainiert mit Spengler Cup-Stars», evento durante il quale ragazzi e bambini hanno l'opportunità di allenarsi con i campioni di hockey.

## Storia
Il trofeo della Coppa Spengler fu presentato nel 1923 dal dottor Carl Spengler come un'opportunità per vedere all'opera le formazioni provenienti dall'area germanofona, fino ad allora emarginate in conseguenza dell'esito della prima guerra mondiale. Con il passare degli anni iniziarono a militare squadre di numerose nazioni europee, aumentando il prestigio della competizione. Nel secondo dopoguerra si presentarono anche squadre di forte tradizione come quelle sovietiche, svedesi e cecoslovacche.
Nel 1923 il trofeo fu attribuito all'Oxford University Ice Hockey Club, squadra inglese composta da studenti canadesi. Dal 1965 al 1983 il torneo fu segnato dal dominio delle squadre sovietiche e cecoslovacche. Nel 1984 debuttò il Team Canada, vincitore di quattordici Coppe Spengler. Il Team Canada è composto soprattutto da giocatori impiegati nei campionati europei, con l'aggiunta di alcuni elementi provenienti dall'American Hockey League.
Dalla sua nascita fino al 1978 le gare si svolgevano su una pista all'aperto. All'esterno della Vaillant Arena, dove dal 1979 si disputano tutte le partite, esiste ancora tale pista, una delle piste naturali più grandi al mondo.

## Squadre

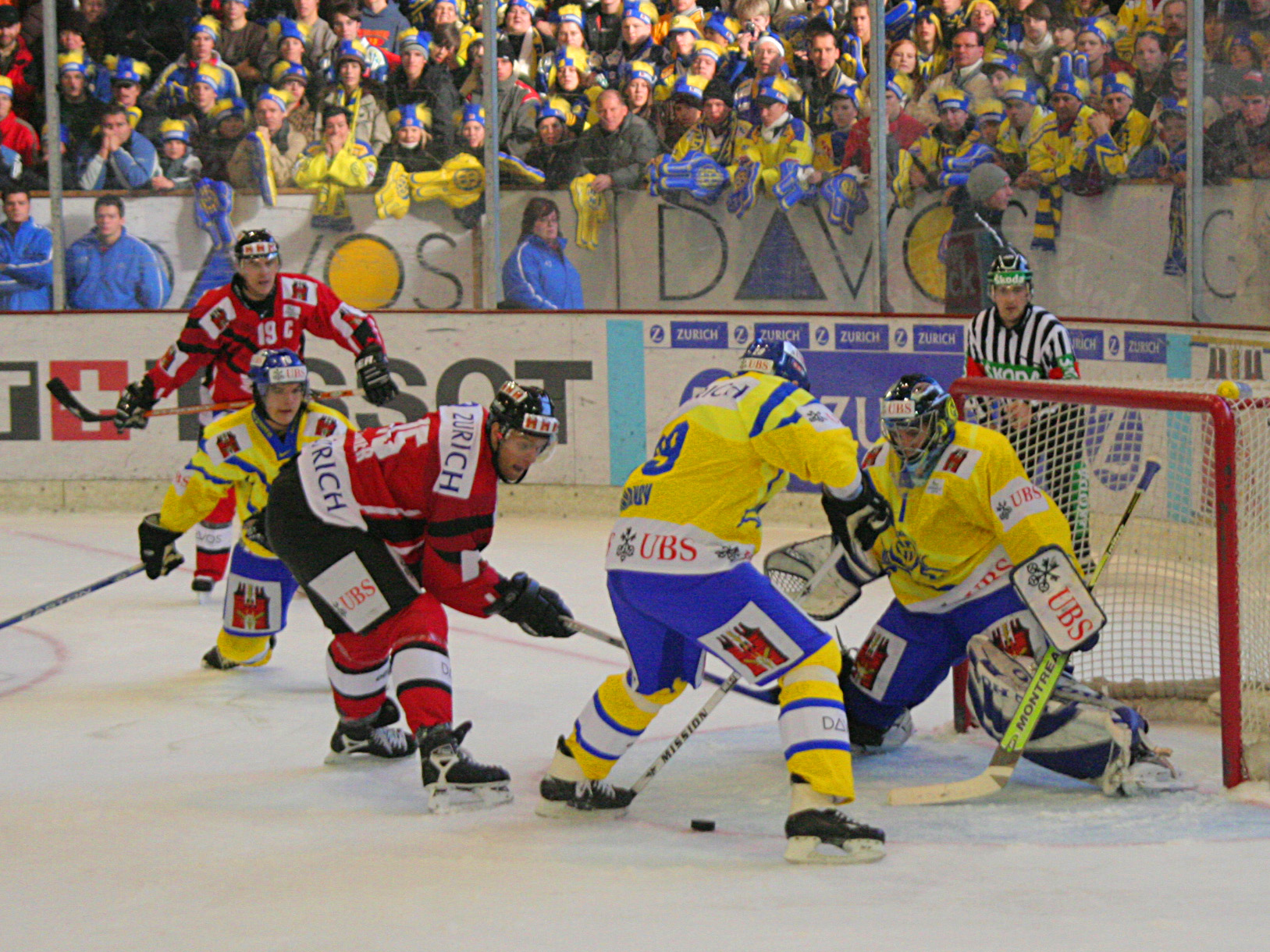
Incontro fra HC Davos e Team Canada nell'edizione del 2006.

Dall'edizione del 2010 la Coppa Spengler è passata dalle tradizionali cinque a sei squadre, in modo da rendere più ricco il calendario delle gare. Le squadre vengono suddivise in due gruppi da tre: le prime classificate dei gruppi passano direttamente alle semifinali, mentre le altre quattro squadre si contendono gli altri due posti attraverso appositi spareggi. La finale si svolge ogni 31 dicembre alle ore 12.
Dato che spesso le squadre invitate devono interrompere il proprio calendario, viene data l'opportunità di ingaggiare alcuni giocatori appositamente per disputare la Coppa Spengler: un portiere e tre giocatori di movimento. Tali giocatori provengono in misura maggiore dalla Lega Nazionale A svizzera, in modo anche da attirare un maggior numero di spettatori svizzeri. Il rischio di infortuni spesso frena i prestiti da parte delle squadre interessate, e per tale motivo viene offerta dall'organizzazione una cifra d'indennizzo alle altre squadre del campionato svizzero di hockey su ghiaccio.

## Trofeo
L'attuale trofeo della Coppa Spengler è caratterizzato da sei bastoni di legno che si congiungono in cima presso un paleo trasparente. Alla base vi è un supporto di colore scuro a simulare l'effetto del granito. Il nome del trofeo si deve a quello del medico Carl Spengler.

## Albo d'oro
| Edizione | Vincitore | Finale                                                       | Finalista                                                    |
| -------- | --- | ------------------------------------------------------------ | ------------------------------------------------------------ |
| 1923     | Oxford University | -                                                            | Berliner SC                                                  |
| 1924     | Berliner SC | -                                                            | Davos                                                        |
| 1925     | Oxford University | -                                                            | Davos                                                        |
| 1926     | Berliner SC | 2-1                                                          | Davos                                                        |
| 1927     | Davos | 3-2                                                          | Berliner SC                                                  |
| 1928     | Berliner SC | 1-0                                                          | Cambridge University                                         |
| 1929     | LTC Praha | 3-2 (OT)                                                     | Davos                                                        |
| 1930     | LTC Praha | 4-1                                                          | Davos                                                        |
| 1931     | Oxford University | 4-1                                                          | Berliner SC                                                  |
| 1932     | LTC Praha Oxford University | 0-0 (OT)                                                     |                                                              |
| 1933     | Davos | 1-0                                                          | Rapid de Paris                                               |
| 1934     | Diavoli Rossoneri Milano | 2-0                                                          | Oxford University                                            |
| 1935     | Diavoli Rossoneri Milano | 2-1                                                          | Davos                                                        |
| 1936     | Davos | 1-0 (OT)                                                     | LTC Praha                                                    |
| 1937     | LTC Praha | 2-1 (OT)                                                     | Davos                                                        |
| 1938     | Davos | -                                                            | LTC Praha                                                    |
| 1939-40  | Edizioni non disputate a causa della seconda guerra mondiale                                                                        | Edizioni non disputate a causa della seconda guerra mondiale | Edizioni non disputate a causa della seconda guerra mondiale |
| 1941     | Davos | -                                                            | Berlin SC                                                    |
| 1942     | Davos | -                                                            | Zürcher SC                                                   |
| 1943     | Davos | -                                                            |                                                              |
| 1944     | Zürcher SC | -                                                            | Davos                                                        |
| 1945     | Zürcher SC | -                                                            | Davos                                                        |
| 1946     | LTC Praha | -                                                            | Davos                                                        |
| 1947     | LTC Praha | -                                                            | Davos                                                        |
| 1948     | LTC Praha | -                                                            | Davos                                                        |
| 1949     | Edizione non disputata | Edizione non disputata                                       | Edizione non disputata                                       |
| 1950     | Diavoli Rossoneri Milano | -                                                            | AIK                                                          |
| 1951     | Davos | 4-1                                                          | Preussen Krefeld                                             |
| 1952     | EV Füssen | 5-4 (OT)                                                     | Zürcher SC                                                   |
| 1953     | Milano Inter | 10-6                                                         | Davos                                                        |
| 1954     | Milano Inter | -                                                            | EV Füssen                                                    |
| 1955     | Kometa Brno | -                                                            | Davos                                                        |
| 1956     | Edizione non disputata | Edizione non disputata                                       |                                                              |
| 1957     | Davos | 5-2                                                          | Kometa Brno                                                  |
| 1958     | Davos | -                                                            | Diavoli Hockey Club Milano                                   |
| 1959     | ACBB Paris | -                                                            | EV Füssen                                                    |
| 1960     | ACBB Paris | -                                                            | Davos                                                        |
| 1961     | ACBB Paris | -                                                            | EV Füssen                                                    |
| 1962     | Sparta Praga | 11-1                                                         | EV Füssen                                                    |
| 1963     | Sparta Praga | -                                                            | Klagenfurt AC                                                |
| 1964     | EV Füssen | -                                                            | MODO                                                         |
| 1965     | Dukla Jihlava | -                                                            | Västerås                                                     |
| 1966     | Dukla Jihlava | -                                                            | CP Liège                                                     |
| 1967     | [[File: Flag of the Soviet Union (1936 – 1955).svg\|class=noviewer\| Unione Sovietica (bandiera)\|border\|20x16px]] Lokomotiv Mosca | 8-4                                                          | Kingston Aces                                                |
| 1968     | Dukla Jihlava | 6-0                                                          | Rögle                                                        |
| 1969     | Lokomotiv Mosca | -                                                            | Dukla Jihlava                                                |
| 1970     | SKA Pietroburgo | -                                                            | Dukla Jihlava                                                |
| 1971     | SKA Pietroburgo | -                                                            | Dukla Jihlava                                                |
| 1972     | Slovan Bratislava | -                                                            | Torpedo N. Novg.                                             |
| 1973     | Slovan Bratislava | -                                                            | Traktor Čeljabinsk                                           |
| 1974     | Slovan Bratislava | -                                                            | Polonia                                                      |
| 1975     | Cecoslovacchia Olimpica | -                                                            | Finlandia B                                                  |
| 1976     | Unione Sovietica B | -                                                            | Cecoslovacchia B                                             |
| 1977     | SKA Pietroburgo | -                                                            | Dukla Jihlava                                                |
| 1978     | Dukla Jihlava | -                                                            | AIK                                                          |
| 1979     | Kryl'ja Sovetov | -                                                            | Düsseldorfer EG                                              |
| 1980     | Spartak Mosca | -                                                            | Vítkovice Steel                                              |
| 1981     | Spartak Mosca | -                                                            | Davos                                                        |
| 1982     | Dukla Jihlava | -                                                            | Spartak Mosca                                                |
| 1983     | Dinamo Mosca | -                                                            | Dukla Jihlava                                                |
| 1984     | Team Canada | -                                                            | Dukla Jihlava                                                |
| 1985     | Spartak Mosca | -                                                            | Team Canada                                                  |
| 1986     | Team Canada | 9-6                                                          | Sokil Kyiv                                                   |
| 1987     | Team Canada | 4-3 (SO)                                                     | Kryl'ja Sovetov                                              |
| 1988     | Team USA | 8-1                                                          | Team Canada                                                  |
| 1989     | Spartak Mosca | 5-3                                                          | Färjestad                                                    |
| 1990     | Spartak Mosca | 8-3                                                          | Team Canada                                                  |
| 1991     | CSKA Mosca | 5-2                                                          | Lugano                                                       |
| 1992     | Team Canada | 6-5 (OT)                                                     | Färjestad                                                    |
| 1993     | Färjestad | 6-3                                                          | Davos                                                        |
| 1994     | Färjestad | 3-0                                                          | Davos                                                        |
| 1995     | Team Canada | 3-0                                                          | Lada Togliatti                                               |
| 1996     | Team Canada | 6-2                                                          | Davos                                                        |
| 1997     | Team Canada | 8-3                                                          | Färjestad                                                    |
| 1998     | Team Canada | 5-2                                                          | Kölner Haie                                                  |
| 1999     | Kölner Haie | 6-2                                                          | Magnitogorsk                                                 |
| 2000     | Davos | 4-2                                                          | Team Canada                                                  |
| 2001     | Davos | 4-3 (OT)                                                     | Team Canada                                                  |
| 2002     | Team Canada | 3-2                                                          | Davos                                                        |
| 2003     | Team Canada | 7-4                                                          | Davos                                                        |
| 2004     | Davos | 2-0                                                          | Sparta Praga                                                 |
| 2005     | Magnitogorsk | 8-3                                                          | Team Canada                                                  |
| 2006     | Davos | 3-2                                                          | Team Canada                                                  |
| 2007     | Team Canada | 2-1                                                          | Salavat Julaev                                               |
| 2008     | Dinamo Mosca | 5-3                                                          | Team Canada                                                  |
| 2009     | Dinamo Minsk | 3-1                                                          | Davos                                                        |
| 2010     | SKA Pietroburgo | 4-3                                                          | Team Canada                                                  |
| 2011     | Davos | 3-2                                                          | Dinamo Riga                                                  |
| 2012     | Team Canada | 7-2                                                          | Davos                                                        |
| 2013     | Ginevra-Servette | 5-3                                                          | CSKA Mosca                                                   |
| 2014     | Ginevra-Servette | 3-0                                                          | Salavat Julaev                                               |
| 2015     | Team Canada | 4-3                                                          | Lugano                                                       |
| 2016     | Team Canada | 5-2                                                          | Lugano                                                       |
| 2017     | Team Canada | 3-0                                                          | Svizzera                                                     |
| 2018     | KalPa | 2-1                                                          | Team Canada                                                  |
| 2019     | Team Canada | 4-0                                                          | Oceláři Trinec                                               |
| 2020     | Edizioni non disputate a causa della pandemia di COVID-19                                                                           | Edizioni non disputate a causa della pandemia di COVID-19    | Edizioni non disputate a causa della pandemia di COVID-19    |
| 2021     | Edizioni non disputate a causa della pandemia di COVID-19                                                                           | Edizioni non disputate a causa della pandemia di COVID-19    | Edizioni non disputate a causa della pandemia di COVID-19    |
| 2022     | Ambrì-Piotta | 3-2 (SO)                                                     | Sparta Praga                                                 |
| 2023     | Davos | 5-3                                                          | Pardubice                                                    |
| 2024     | Friburgo-Gottéron | 7-2                                                          | Straubing Tigers                                             |

## Sponsor
Il colosso svizzero UBS è partner principale della Spengler Cup da più di trent'anni, dal 1985.